# Liste französischer Erfinder und Entdecker
Die Liste französischer Erfinder und Entdecker ist eine Liste von Erfindern und Entdeckern aus Frankreich in alphabetischer Reihenfolge des Familiennamens.

## A

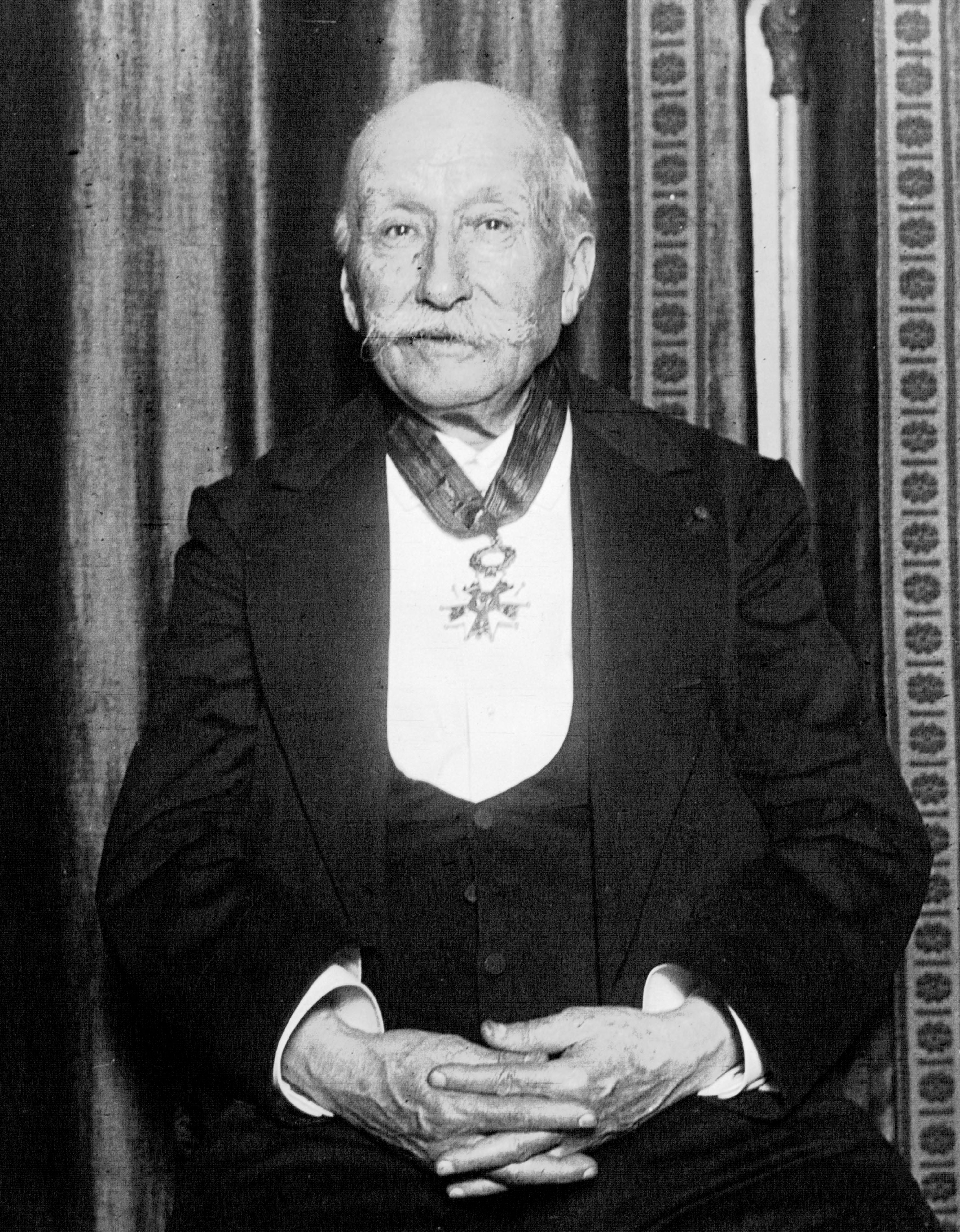
Clément Ader, 1922

- Clément Ader: Theatrophon 1881, Flugapparat Ader Éole III, 1897
- Edmond Albius: Réunion – Manuelle Bestäubung der Gewürzvanille, 1841
- André-Marie Ampère: Physiker und Mathematiker – fließende Elektrizität als Ursache des Magnetismus, Stromrichtung, Ampèresches Gesetz, Einheit Ampere
- Jules Andrade: Patent für einen Chronometergangregler mit zylindrischen Spiralen ohne Endkurven, 1913
- François Nicolas Appert, Lebensmittelkonservierung in Dosen
- Ferdinand Arnodin:Arnodinkabel (gedrehte Stahlkabel), Schwebefähre, 1893 (mit Alberto de Palacio)

## B
- Antoine-Jérôme Balard; Entdecker des chemischen Elementes Brom, 1826
- Charles Barbier: Nachtschrift, Vorläufer der Brailleschrift, 1815
- Françoise Barré-Sinoussi, Entdeckung des HI-Virus, 1983 (Nobelpreis)
- Nicolas Baudin: Entdecker der westaustralischen Küstenroute
- Jean-Maurice-Émile Baudot: Baudot-Code 1870, Schnelltelegraph, um 1874
- Étienne-Émile Baulieu: Abtreibungspille Mifepriston

- Francis Beaufort: Beaufortskala

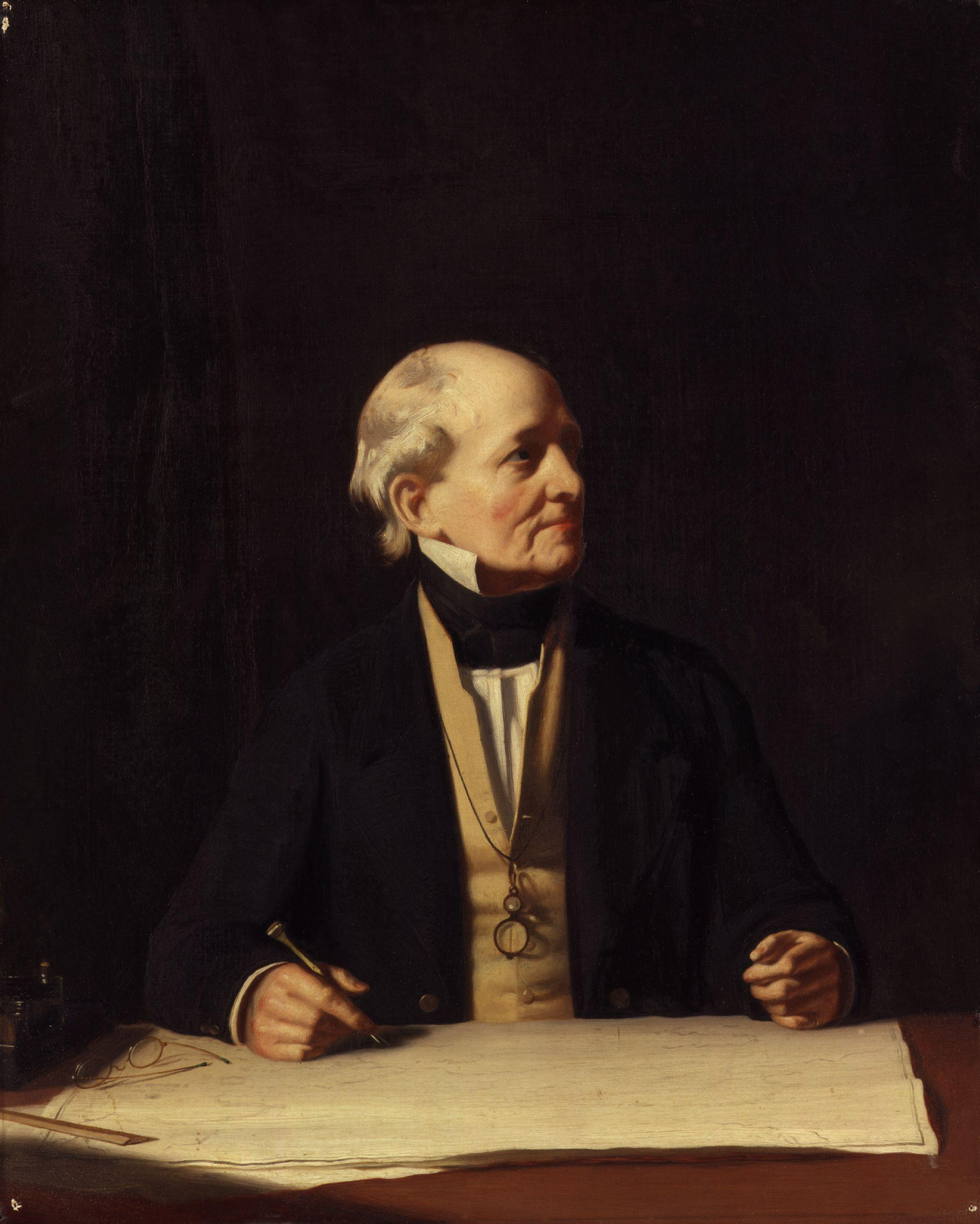
Francis Beaufort.

- Bernard Forest de Bélidor: Beton, Begründer des Minenkrieges
- Édouard Bénédictus: Sicherheitsglas, 1909
- Henri Becquerel: Entdeckung der Radioaktivität (Nobelpreis)
- Pierre Berthier: Entdecker des Bauxit, 1821
- Alphonse Bertillon: Fahndungsfoto, Bertillonage
- Jean-Baptiste Biot: Physiker und Mathematiker – Biot-Savart-Gesetz, Optische Aktivität; Biotit; Einheit Biot
- François Blanc: Roulette
- André-Eugène Blondel: Erfinder des Oszillographs, 1893; Einheit Blondel
- Léon Bollée: Miterfinder einer Rechenmaschine, 1889
- Louis-Antoine de Bougainville, Seefahrer
- Pierre Bouguer: Heliometer, 1748
- Léon Guillaume Bouly: Cinématographe, 1892
- Eugène Bourdon: Bourdonfeder, 1849
- Charles Marie Bouton: Diorama (gemeinschaftlich mit Louis Daguerre)
- Jean-Baptiste Charles Bouvet de Lozier, Antarktisfahrt 1738, entdeckte die Bouvetinsel

Louis Braille.

- Louis Braille: Blindenschrift, 1824
- Édouard Eugène Branly: Kohärer, 1890
- Paul Broca: Entdecker des Broca-Areal im Gehirn

## C

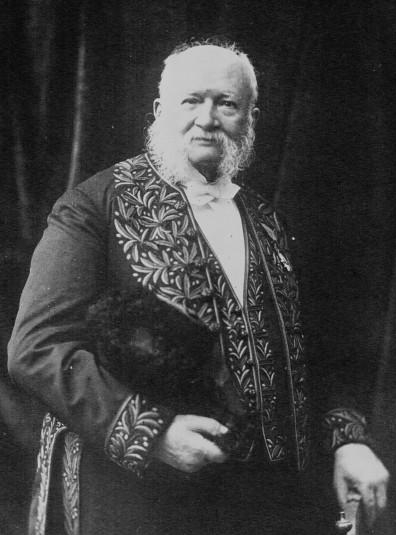
Hilaire de Chardonnet, 1926

- Charles Cagniard de la Tour: Sirene
- Albert Calmette: orale Schutzimpfung gegen Tuberkulose (gemeinsam mit Camille Guérin), 1921
- Ferdinand Carré: Kompressionskältemaschine, basierend auf Ammoniak
- Alexis Carrel: Mediziner (Nobelpreis)
- Jacques Cartier, erkundete 1534 den Sankt-Lorenz-Golf und 1535 den Sankt-Lorenz-Strom
- Jean-François Champollion: Entzifferung der ersten Hieroglyphen auf dem Stein von Rosetta
- Coco Chanel: Kleines Schwarzes, 1926
- Claude Chappe: Tachygraf (Schnellschreiber), Optische Telegrafie, Sémaphore
- Jean-Antoine Chaptal: Chemiker/Politiker, Einführung des metrischen Systems; Methode der Trockenzuckerung von Wein (Chaptalisation)
- Hilaire de Chardonnet: Nitrokunstseide, 1884
- Jacques Alexandre César Charles: Wasserstoffgasballon „Charlière“, 1783
- Antoine Alphonse Chassepot: Chassepotgewehr, 1858/1863

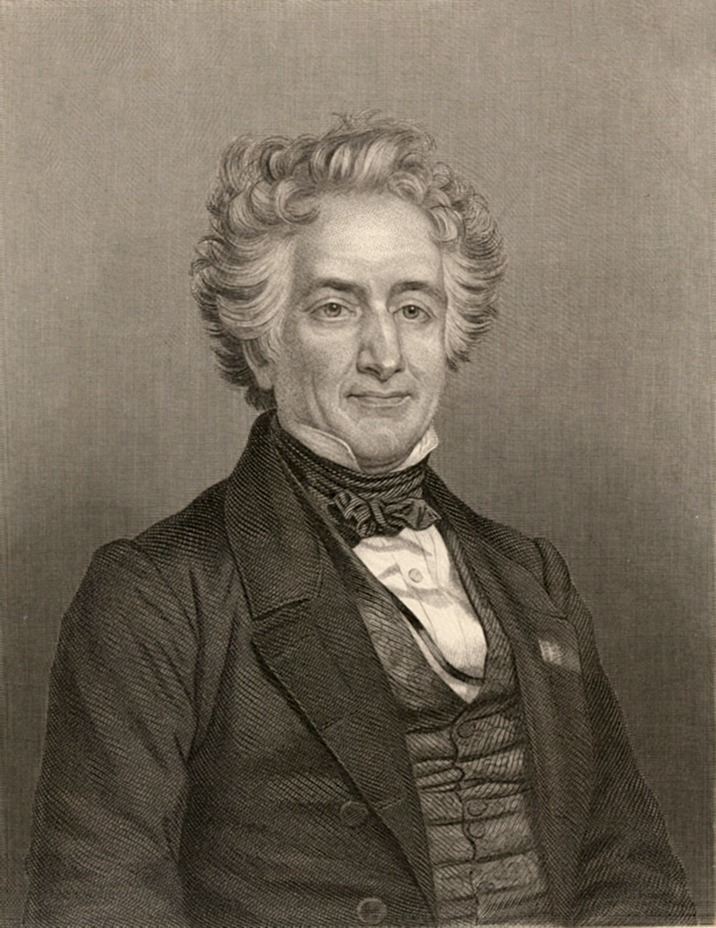
Eugène Chevreul.

- Giovanni Domenico Cassini: Astronom, entdeckte die Saturnmonde (1671 Iapetus und 1672 Rhea) und 1675 erstmals die Lücke im Saturnring, die heute Cassinische Teilung heißt
- Augustin-Louis Cauchy: Mathematiker, verschiedene Analysissätze
- Isaac de la Chaumette: Hinterladergewehr, (1704, 1720er, um 1730 oder 1751)
- Yves Chauvin (Chemiker) (Nobelpreis)
- Eugène Chevreul: Chemiker, Kerzen ohne Rußbildung, Begründer der Fettchemie und der modernen Theorie der Farben.
- Gilles-Louis Chrétien: Physionotrace, 1786

- Georges Claude: Neonröhre, 1910
- Adolphe Clément: Luftschiff, 1910

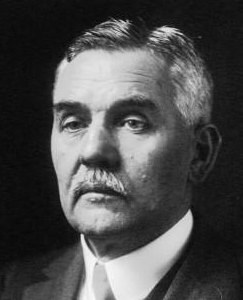
Georges Claude.

- Claude Cohen-Tannoudji: Physiker (Nobelpreis)
- Charles Xavier Thomas de Colmar: mechanische Rechenmaschine, 1820
- Nicolas-Jacques Conté: Bleistift 1795, hydraulische Presse
- Gaspard Gustave de Coriolis: Entdeckung der Corioliskraft
- Charles Augustin de Coulomb: Physiker – Begründer der Elektrostatik und der Magnetostatik; Coulombsches Gesetz, Einheit Coulomb
- André Frédéric Cournand (Nobelpreis) – Entdeckungen zur Herzkatheterisierung und zu den pathologischen Veränderungen im Kreislaufsystem
- Bernard Courtois: Entdeckung des chemischen Elementes Iod, 1811
- Jacques-Yves Cousteau: Atemregler, Aqualunge 1943, AquaScooter, Nikonos-Unterwasserkamera (mit Émile Gagnan)
- Patrick Couvreur: Nanokapseln für Krebsmedikamente
- Georges Cuvier: Begründer der Paläontologie und machte die vergleichende Anatomie zu einer Forschungsdisziplin
- Charles Cros: Farbfotografie, Telegrafie, Phonograph („Paleophon“), 1877 (neben Edison)
- Nicholas Cugnot: Dampfwagen, 1769
- Marie Curie und Pierre Curie: Physiker (Nobelpreis)

## D

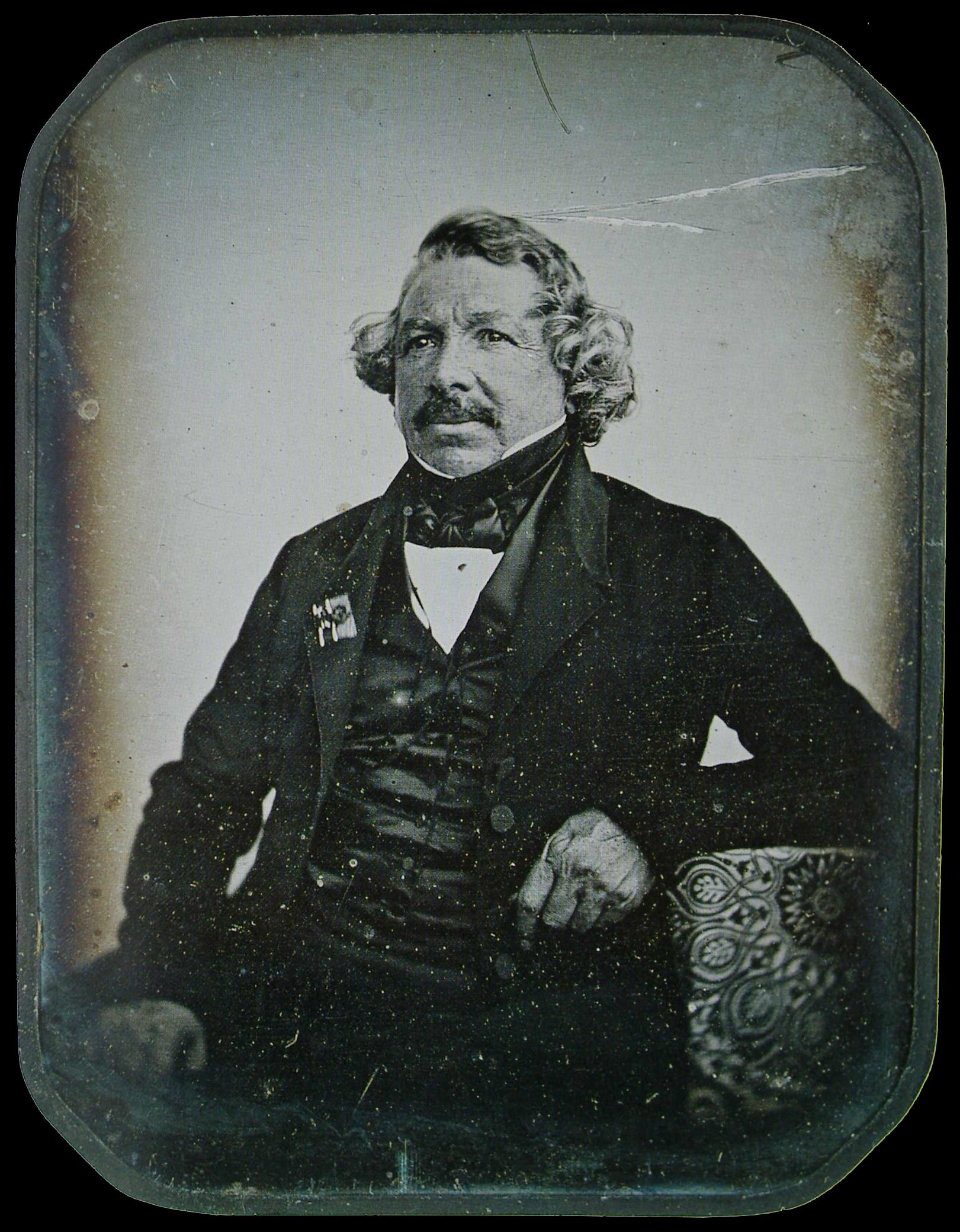
Louis Daguerre, 1844

- Louis Daguerre: Daguerreotypie, Fotografie, 1837/39 (mit Charles Marie Bouton)
- Georges Darrieus:Darrieus-Rotor (Windkraftanlage), 1927/29
- Jacques Arsène d’Arsonval: Hitzdrahtamperemeter (D’Arsonval-Galvanometer), autotransformierende Oudinspule zur Erzeugung von Hochspannung (mit Paul Marie Oudin)
- Jean Dausset: Entdeckung genetisch bestimmter zellulärer Oberflächenstrukturen, von denen immunologische Reaktionen gesteuert werden (gemeinsam mit Baruj Benacerraf und George Davis Snell) (gemeinschaftlicher Nobelpreis)
- Louis de Broglie: Physiker, Wellenstruktur des Elektrons (Nobelpreis)
- Jean-Baptiste Delambre: Astronom und Geograf, Urmeter (gemeinsam mit Pierre Méchain)
- René Descartes: Universalgelehrter
- François Antoine Henri Descroizilles: Chemiker, Bürette
- Henri Gustave Delvigne: Vorderladersystem Delvigne mit Pulverkammer, um 1838
- Charles Derriey: Nummeriermaschine für Banknoten ab 1839, Musiknotentypensystem
- Firmin Didot: Stereotypie 1830, typografisches Maßsystem (Didotpunkt)
- Christian Dior: Bleistiftrock
- Henri Dufaux: Fahrradmotor 1898, Helikopter, 1904

## E

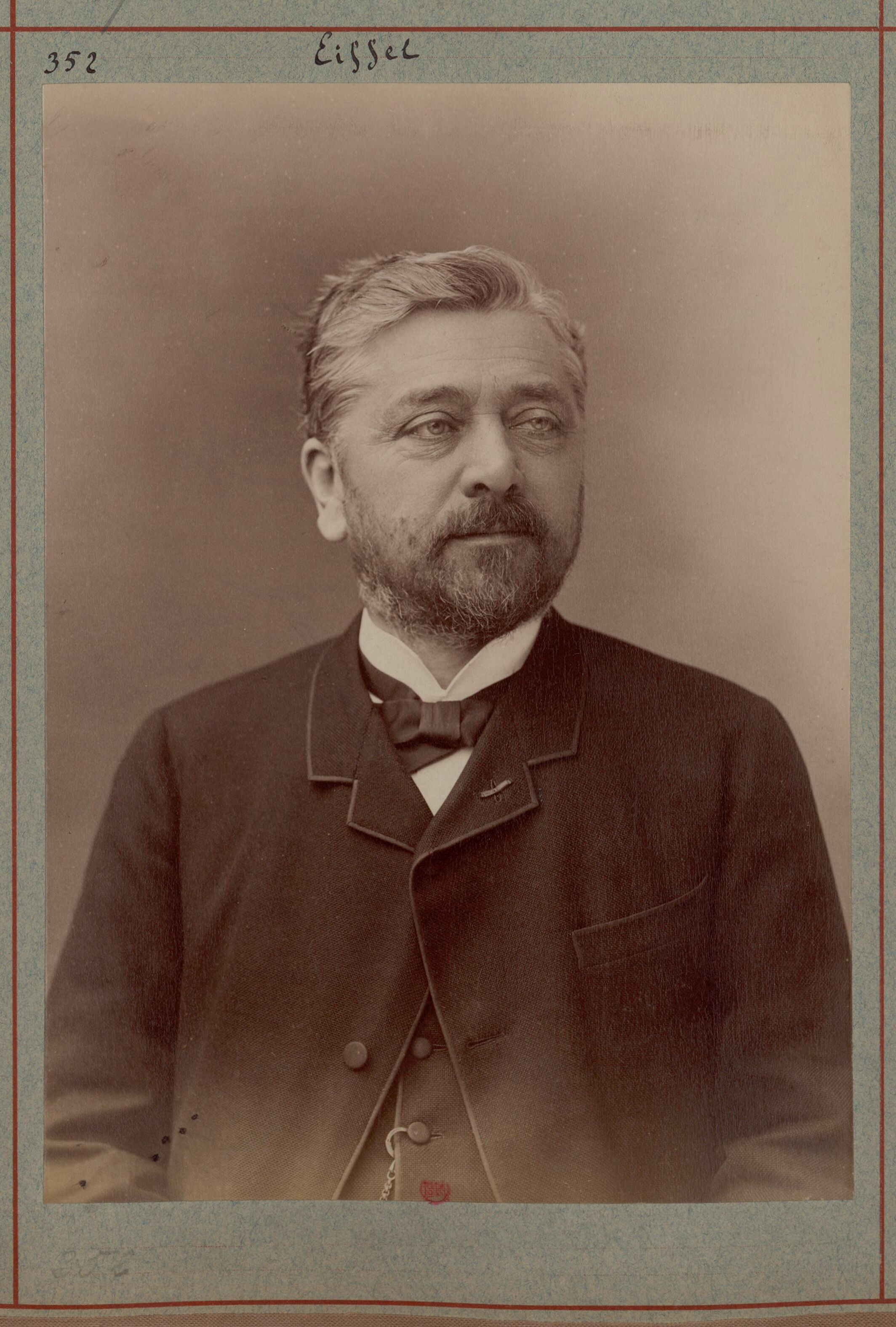
Gustave Eiffel, 1888

- Gustave Eiffel: Ingenieur, Erbauer des Eiffelturms, Konstrukteur des Innengerüsts der Freiheitsstatue in New York und zahlreicher Brücken
- Auguste Escoffier: Koch, Erfinder der Birne Helene und des Pfirsich Melba

## F
- Henri Fabre: erster Flug mit einem Wasserflugzeug
- Pierre de Fermat: Fermatsches Prinzip
- Albert Fert: Physiker (Nobelpreis), Entdecker des GMR-Effekts (gemeinsam mit Peter Grünberg)
- Oronce Fine: Uhrmacher

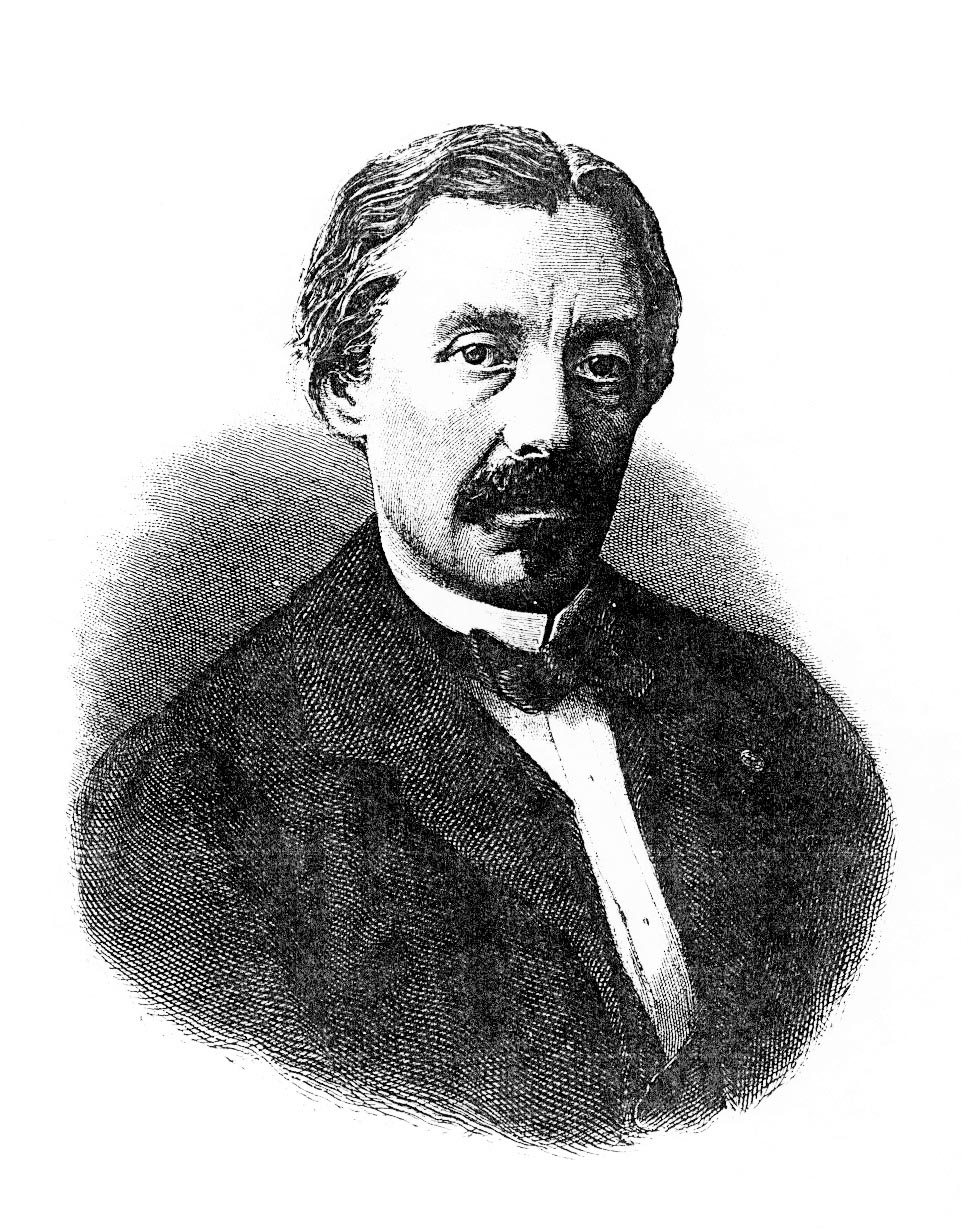
Léon Foucault.

- Léon Foucault: Foucaultsches Pendel, Wirbelstrom, Gyroskop, 1852
- Henry Fourdrinier: Langsiebpapiermaschine (Fourdrinier-Maschine)
- Joseph Fourier: Mathematiker, Fourieroptik, Fourier-Analysis, Fourier-Zahl
- Benoît Fourneyron: Fourneyron-Turbine 1826/27
- Henri de France: Schwarz-Weiß-Fernsehsystem 1947, SECAM-Farbfernsehen, 1956
- Augustin Jean Fresnel: Fresnel-Linse, 1820, Wellentheorie des Lichts, 1815
- Eugène Freyssinet: Spannbeton, 75 Patente 1925–1956

## G
- Émile Gagnan: Atemregler (gemeinsam mit Jacques-Yves Cousteau)
- Évariste Galois: Mathematiker; Galoistheorie
- André-Jacques Garnerin: moderner Fallschirm, 1797
- Lucien Gaulard: Transformator für Wechselstrom (mit John Dixon Gibbs), 1881
- Pierre-Gilles de Gennes: Physiker (Nobelpreis)
- Célestin Gérard: Lokomobil 1861, fahrbare Dreschmaschine, 1866
- Henri Giffard: angetriebenes Luftschiff 1852, Injektor
- Philippe Henri de Girard: Pionier der mechanisierten Flachsspinnerei
- Alexander Godefroy, Haartrockner
- Victor Grignard: Chemiker, Grignard-Verbindungen (Nobelpreis)
- Camille Guérin: orale Schutzimpfung gegen Tuberkulose (gemeinsam mit Albert Calmette), 1921
- Joseph-Ignace Guillotin: Guillotine 1792 (vermeintlich; mit Antoine Louis)
- Joseph Louis Gay-Lussac: gleichmäßige Wärmeausdehnung von Gasen (Gay-Lussac-Gesetz)

## H
- Paul Héroult: Schmelzflusselektrolyse (Hall-Héroult-Prozess) zur Aluminiumherstellung, 1886 (mit Charles Martin Hall)
- Villard de Honnecourt: Mechanische Apparate, u. a. Hemmung, Kardanische Aufhängung, 1230–35
- Jacques-Martin Hotteterre, Miterfinder der Oboe
- Eugene Houdry: Fahrzeugkatalysator 1956

## J
- François Jacob: (Nobelpreis)
- Joseph-Marie Jacquard: Jacquard-Musterwebmaschine, Webstuhl für gemusterte Stoffe, 1805
- Louis Jolliet: Entdecker des Missouri und Arkansas, Kartograf des Mississippi
- Irène Joliot-Curie und Frédéric Joliot-Curie: Chemiker (Nobelpreis)
- Jean Baptiste Jolly, chemische Trockenreinigung, 1855
- Claude François Jouffroy d’Abbans: Dampfschiff 1776

## K
- Alfred Kastler: Physiker (Nobelpreis)
- Yves Klein: International Klein Blue, Patent 1956
- Arthur Constantin Krebs: U-Boot, Luftschiff, Automobilpionier

## L
- René Laennec: Stethoskop, 1819

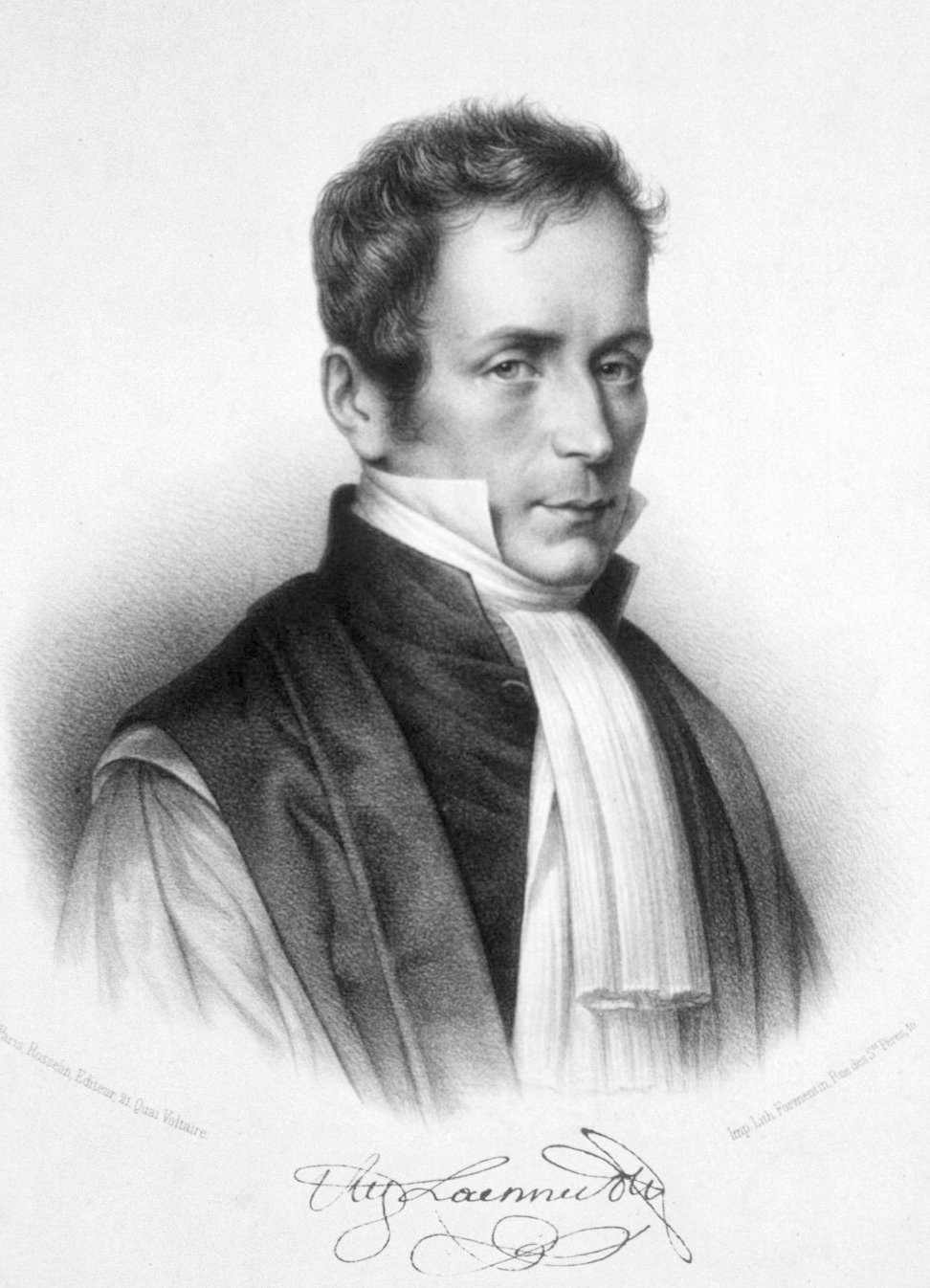
René Laënnec

- Joseph-Louis Lagrange: begründete die analytische Mechanik (Lagrangefunktion). Weitere Arbeitsgebiete waren das Dreikörperproblem der Himmelsmechanik (Lagrange-Punkte), die Variationsrechnung und die Theorie der komplexen Funktionen.
- Joseph-Louis Lambot: Betonboot, 1848, Patent 1855
- Paul Langevin: Sonar 1915, Echolot 1916 (mit Constantin Chilowski)
- René Lacoste: modernes Polohemd
- Jean-Baptiste de Lamarck: Botaniker und Zoologe, Begründer der modernen Zoologie der wirbellosen Tiere, prägte den Begriff Biologie
- Pierre-Simon Laplace: Behauptung Schwarze Löcher; Laplacesche Entwicklungssatz, der Laplace-Operator, die Laplace-Gleichung sowie die Laplace-Transformation
- Dominique Jean Larrey: Militärarzt, „fliegendes“ Lazarett
- Alphonse Laveran: Mediziner (Nobelpreis). Beschreibung und Isolierung des Malariaerregers

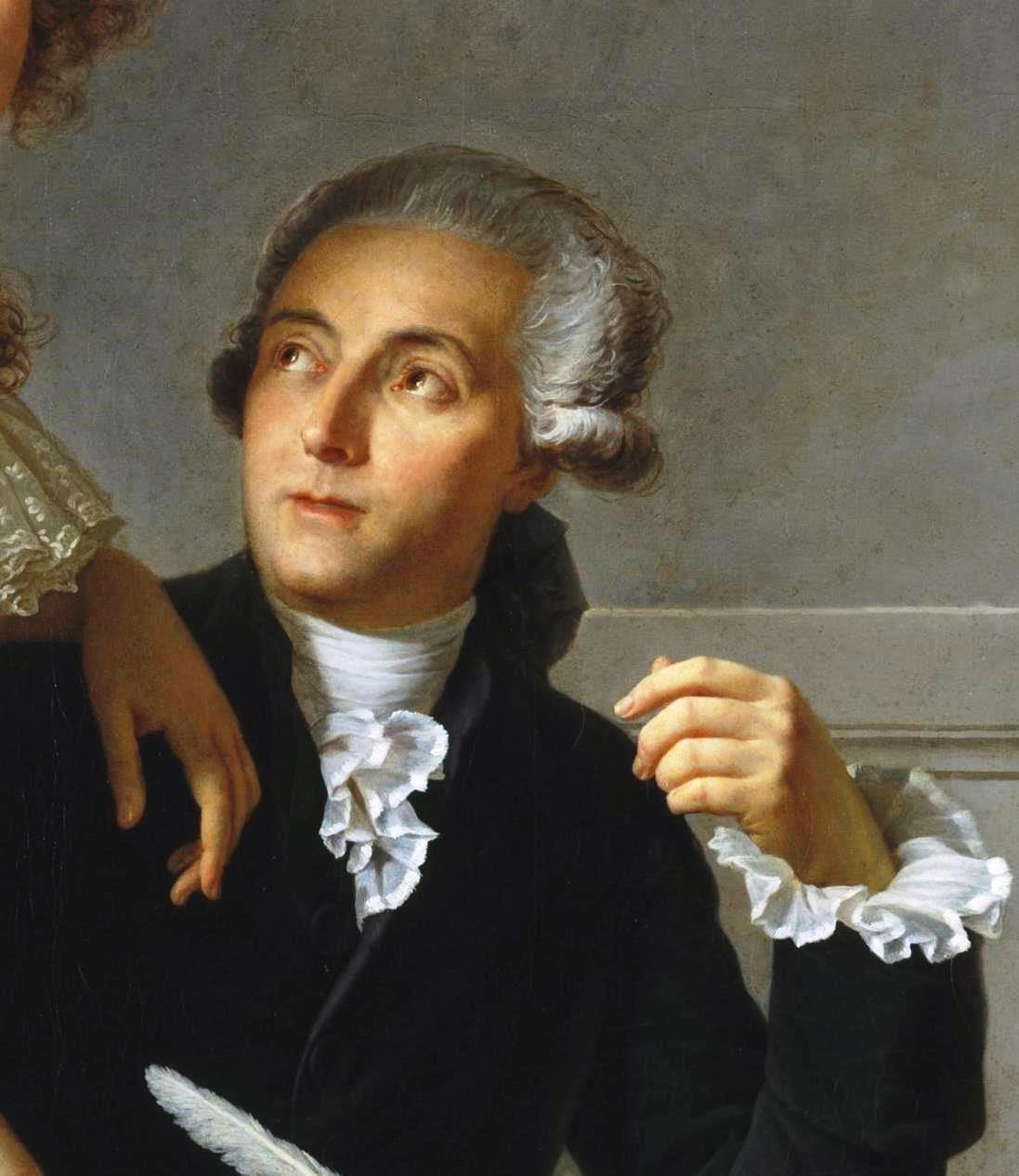
Antoine Lavoisier

- Antoine Laurent de Lavoisier: „Vater“ der modernen Chemie
- Nicolas Leblanc: Leblanc-Verfahren zur Sodaherstellung 1789, Patent 1791
- Jakob Christoph Le Blon (auch Jacques-Christophe Le Blond): Dreifarbendruck (Blau, Gelb, Rot) 1710, Patent 1719 und Vierfarbdruck (mit Schwarz), 1732
- Georges Leclanché: Trockenbatterie (Leclanché-Element), 1866 oder 1886
- Gustave Le Gray: Negativfilm, 1850 (mit Frederick Scott Archer)
- Jean-Marie Lehn: Chemiker (Nobelpreis)
- Étienne Lenoir: elektrische Zündung für Motoren 1860, Gasmotor 1859, gasbetriebenes Motorboot, 1866
- Louis-Sébastien Lenormand: Pionier des Fallschirmspringens
- Paul Émile Lecoq de Boisbaudran: Chemiker, Entdeckung der chemischen Elemente Gallium (1875), Samarium (1879) und Dysprosium (1886)
- Louis Le Prince: Filmpionier, der 1888 die ersten Filmaufnahmen der Geschichte mit einer Filmkamera ausführte (Roundhay Garden Scene; Traffic Crossing Leeds Bridge)
- Ferdinand de Lesseps: Unternehmer, Suezkanal
- Paul Lévy: Mathematiker; Beiträge zur Wahrscheinlichkeitstheorie
- Urbain Le Verrier: berechnete die Bahn des Neptuns 1845/46 Wetterkarte, 1855
- Henri Lioret: Phonograph (Musiktonträger), 1893
- Gabriel Lippmann: Physiker, Lippmannverfahren (Nobelpreis)

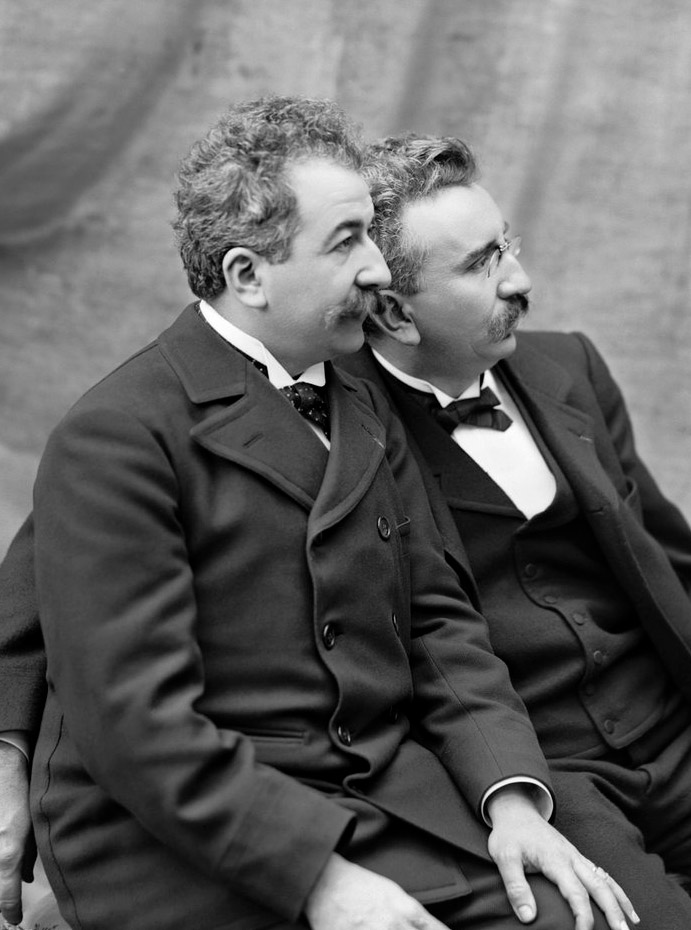
Auguste und Louis Lumière

- Gebrüder Lumière (Auguste Lumière und Louis Lumière) Kinematograph 1895, Farbfotografie (Autochromverfahren), 1903
- André Lwoff: Mediziner (Nobelpreis)

## M
- Louis Malus: Gesetz von Malus, Polarisation des Lichts, 1808
- Étienne-Jules Marey: Sphygmograph (Pulsregistriersystem), 1859
- Edme Mariotte: Kugelstoßpendel, 1676
- Édouard-Léon Scott de Martinville: Phonautographen (Tonaufzeichnung), 1857
- Hippolyte Mège-Mouriès: Margarine, 1869
- Georges Méliès: Stopptrick, um 1900
- Charles Messier: Astronom, Entdecker mehrerer Asteroiden; Sternenverzeichnis Messier-Katalog
- Pierre Michaux: Tretkurbel (Pedalantrieb für Fahrräder) 1861
- Édouard Michelin: Luftreifen für Fahrräder 1889, für Autos 1895
- Charles Mochet: pedal- und motorengetriebene Kleinstfahrzeuge und Liegeräder 1932, Velocar, Velorizontal
- Henri Moissan: Chemiker (Nobelpreis), Herstellung von Fluor, Entdeckung von Moissanit
- Joseph Monier: Moniereisen (Eisenbeton) 1849 (Patent 1867) (mit François Coignet und Joseph Loui)
- Jacques Monod: Entwicklung des Operonmodells. Dieses beschreibt den Aufbau prokaryotischer Gene und erklärt, wie deren Aktivität reguliert wird (Genregulation) (gemeinschaftlich mit François Jacob), Nobelpreis
- Luc Montagnier: Entdeckung des HI-Virus (Nobelpreis), 1983

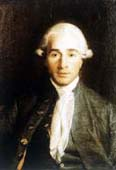
Joseph Michel Montgolfier

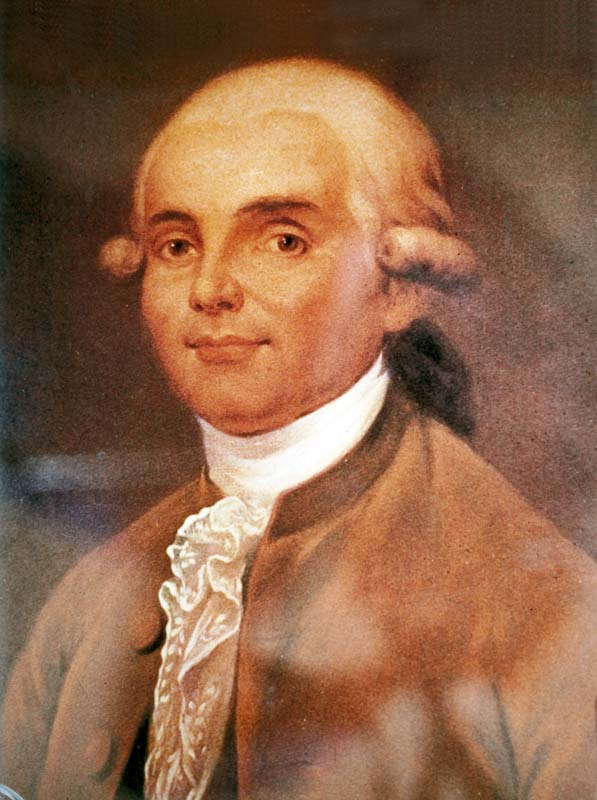
Jacques Étienne Montgolfier

- Gebrüder Montgolfier, Joseph Michel und Jacques Etienne: Heißluftballon (Montgolfière), 1783
- Augustin Mouchot: Sonnenkollektor 1860, Solardampfmaschine (Sonnenmotor) 1866

## N
- Louis Néel: Physiker (Nobelpreis)
- Charles Nicolle: Arbeiten über Flecktyphus (Nobelpreis)
- Joseph Nicéphore Niépce: Heliografie 1824, Fotografie 1839

## O
- Étienne Œhmichen: Ingenieur Quadrocopter

## P
- Denis Papin: Dampfkochtopf 1679, Unterwasserfahrzeug 1692, Dampfzylinder 1706, Schaufelradboot 1707
- Ambroise Paré: Chirurg, Arterienligatur, 1552
- Blaise Pascal: Rechenmaschine 1642, Barometer

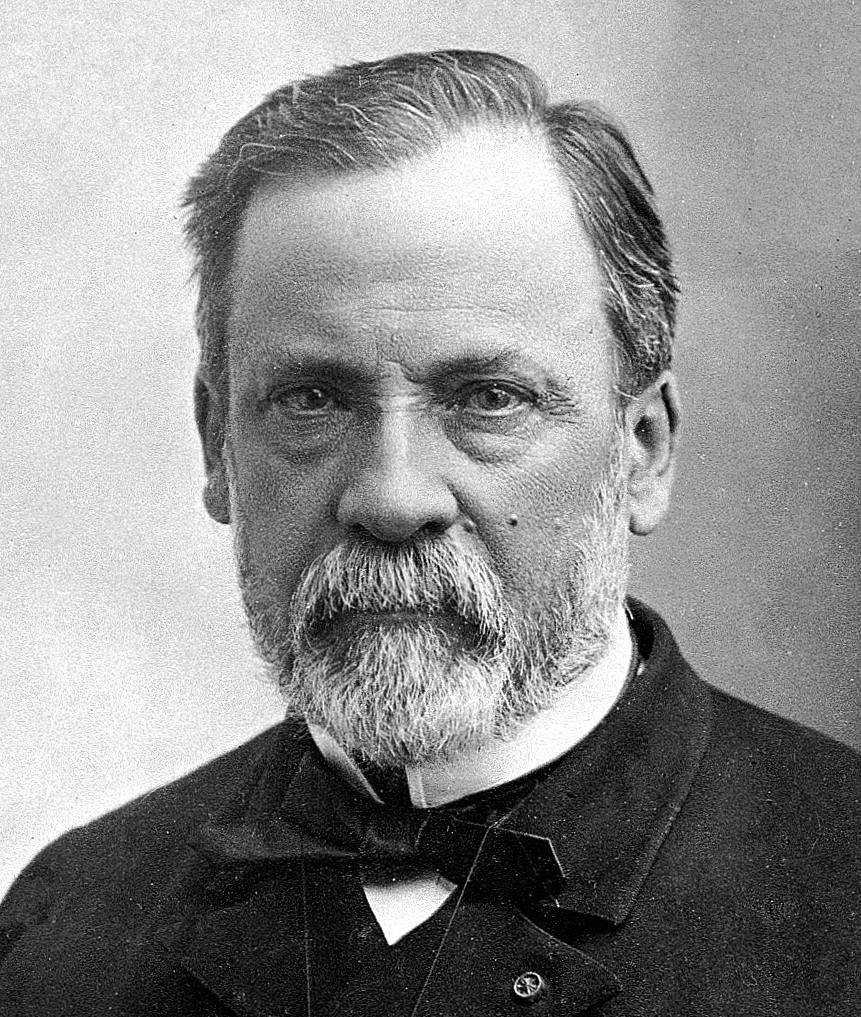
Louis Pasteur, 1878

- Louis Pasteur: Pasteurisierung 1862/64, entscheidende Beiträge zur Vorbeugung gegen Infektionskrankheiten durch Impfung, Impfstoff zur Geflügelcholera, veterinärmedizinische Impfstoffe gegen Milzbrand und Schweinerotlauf
- Nicolas-Roland Payen: Deltaflügel
- Pierre-Joseph Pelletier und Joseph Bienaimé Caventou: Isolierung des Farbstoffs Chlorophyll aus Pflanzen, des Wirkstoffs Strychnins und des Chinins
- Charles-Nicolas Peaucellier: Inversor von Peaucellier, 1864
- Dom Pérignon: Champagner (Flaschengärung), um 1668 (angeblich)
- Jean-Baptiste Perrin: Physiker (Nobelpreis)
- Henri de Pitot: Pitotrohr 1732
- Gaston Planté: Bleiakkumulator 1859
- Henri Poincaré: Physiker, Chaostheorie, 1903
- Siméon Denis Poisson, Mathematiker, Poissonzahl, Poisson-Verteilung
- Jean Léonard Marie Poiseuille: Gesetz von Hagen-Poiseuille
- Louis-Alphonse Poitevin: Gummidruck, Pigmentdruck (Kohledruck) 1855, Collotypie (Lichtdruck, Phototypie) 1856
- Charles Gabriel Pravaz: Injektionskanüle 1841
- Joseph Louis Proust: Chemiker, Gesetz der konstanten Proportionen, 1797

## R
- René-Antoine Ferchault de Réaumur: Réaumur-Skala 1730, Réaumursches Porzellan (mattes Glas) 1730, Stahlbereitung
- Louis Réard: Bikini, 1946
- Antoine Redier: Wecker, Registrierbarometer/Thermometer/Hygrometer
- Émile Roux, Entdecker des Mycoplasma mycoides, dem Erreger der Lungenseuche der Rinder, das erste bekannte Mykoplasma, 1898; Entdecker des Diphtherietoxin, 1889, und entwickelte ab 1894 die Serumtherapie insbesondere gegen Diphtherie
- Charles Renard: Luftschiff 1884

Louis Renault, 1907

- Louis Renault: Trommelbremse 1902/03, Stoßdämpfer, Fünfpunktsicherheitsgurt 1903
- Charles Richet: Mediziner (Nobelpreis)
- Isaac de Rivaz: Explosionsmotor – 1806
- Nicholas-Louis Robert: Papiermaschine 1798
- Gilles Personne de Roberval: Tafelwaage 1669
- Benoît Rouquayrol: Presslufttauchgerät (Atemregler) 1860 (mit Auguste und Louis Denayrouze)
- Jean-François Pilâtre de Rozier: Rozière, Kombination aus Wasserstoffballon und Heißluftballon
- Heinrich Daniel Rühmkorff: Funkeninduktor (Induktionsapparat) 1855

## S
- Paul Sabatier: Chemiker (Nobelpreis)
- Frédéric Sauvage: Reduktorpantograf, hydraulischer Blasebalg, Schiffsschraube 1832 (neben Ressel, Smith)
- Charles Léon Stephen Sauvestre: Eiffelturm
- Paul Schützenberger: Celluloseacetat

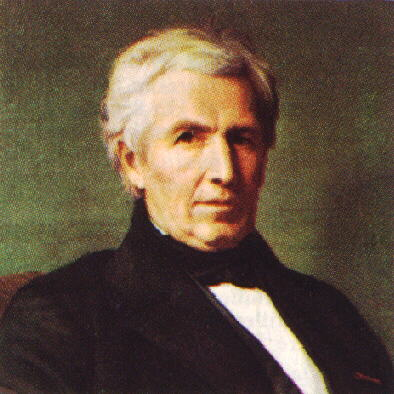
Marc Seguin.

- Marc Seguin: röhrenförmiger Dampfkessel u. a. für The Rocket um 1829, Hängebrücken
- Henri und Léon Serpollet: Serpollet-Kessel zur raschen Dampferzeugung bei mobiler Anwendung
- Georg Friedrich Strass: Edelsteinimitate aus Bleiglas (Strass), um 1730

## T
- Charles Texier: Ḫattuša, Hethiterhauptstadt
- Barthélemy Thimonnier: Nähmaschine 1829/30 und 1839/41, Patent 1830
- Charles Xavier Thomas de Colmar: Rechenmaschine „Arithmométre“ 1820
- Charles-Armand Trépardoux: De-Dion-Achse

## V
- Jacques de Vaucanson: mechanische Ente
- Louis-Nicolas Vauquelin: Entdecker des Beryllium
- Pierre Verdon: Küchenmaschine „Le Magi-Mix“, 1971
- Louis-Joseph Vicat: künstlicher hydraulischer Kalk („Ciment calcaire“), Luftspinnverfahren für Drahtseile, 1830
- Lucien Vidie: Aneroidbarometer, 1844
- Paul Villard: Gamma-Strahlung, 1900
- Jules Violle: Radiometer, Kalorimeter 1882 (Strahlen- und Wärmemessgeräte)